# Malenga-Nagsoré
Ne doit pas être confondu avec Malenga-Yarcé.
Malenga-Nagsoré est une commune située dans le département de Tenkodogo de la province de Boulgou dans la région du Centre-Est au Burkina Faso.